# Pål Golberg
Pål Golberg (Drammen, 16 luglio 1990) è un ex fondista norvegese.

## Biografia
In Coppa del Mondo ha esordito l'11 marzo 2010 a Drammen (46º), ha ottenuto il primo podio il 13 marzo 2011 a Lahti (3º) e la prima vittoria il 7 dicembre 2013 a Lillehammer.
In carriera ha preso parte a tre edizioni dei Giochi olimpici invernali, Soči 2014 (18º nella 15 km), Pyeongchang 2018 (4º nella sprint) e Pechino 2022 (medaglia d'argento nella staffetta, 11º nella 15 km, 5º nello skiathlon, 21º nella sprint), e a quattro dei Campionati mondiali, Val di Fiemme 2013 (5º nella sprint, 11º nella sprint a squadre), Oberstdorf 2021 (oro nella staffetta e 8º nella sprint e nella 50 km), Planica 2023 (oro nella 50 km, nella sprint a squadre e nella staffetta, argento nella sprint, 4º nello skiathlon) e Trondheim 2025 (27º nella 50 km). Nella stagione 2022-2023 ha vinto la Coppa del Mondo di distanza e si è piazzato 2º nella classifica generale.

## Palmarès

### Olimpiadi
- 1 medaglia:
  - 1 argento (staffetta a Pechino 2022)

### Mondiali
- 5 medaglie:
  - 4 ori (staffetta a Oberstdorf 2021; 50 km, sprint a squadre, staffetta a Planica 2023)
  - 1 argento (sprint a Planica 2023)

### Mondiali juniores
- 3 medaglie:
  - 2 ori (10 km, staffetta a Hinterzarten 2010)
  - 1 argento (sprint a Hinterzarten 2010)

### Coppa del Mondo
- Miglior piazzamento in classifica generale: 2º nel 2023
- Vincitore della Coppa del Mondo di distanza nel 2023
- 45 podi (31 individuali, 14 a squadre):
  - 17 vittorie (11 individuali, 6 a squadre)
  - 10 secondi posti (7 individuali, 3 a squadre)
  - 19 terzi posti (13 individuali, 5 a squadre)

#### Coppa del Mondo - vittorie
| Data                              | Località                        | Nazione         | Spec.                                                                             |
| --------------------------------- | ------------------------------- | --------------- | --------------------------------------------------------------------------------- |
| 7 dicembre 2013                   | Lillehammer                     | Norvegia        | 15 km TC                                                                          |
| 1º marzo 2014                     | Lahti                           | Finlandia       | SP TL                                                                             |
| 26 novembre 2016                  | Kuusamo                         | Finlandia       | SP TC                                                                             |
| 8 febbraio 2020                   | Falun                           | Svezia          | SP TC                                                                             |
| 15 febbraio 2020 23 febbraio 2020 | Östersund Åre Meråker Trondheim | Svezia Norvegia | Ski Tour                                                                          |
| 1º marzo 2020                     | Lahti                           | Finlandia       | 4x7,5 km (con Hans Christer Holund, Sjur Røthe e Johannes Høsflot Klæbo)          |
| 24 gennaio 2021                   | Lahti                           | Finlandia       | 4x7,5 km (con Emil Iversen, Sjur Røthe e Simen Hegstad Krüger)                    |
| 4 dicembre 2022                   | Lillehammer                     | Norvegia        | 20 km TC MS                                                                       |
| 10 dicembre 2022                  | Beitostølen                     | Norvegia        | 10 km TC                                                                          |
| 4 febbraio 2023                   | Dobbiaco                        | Italia          | 10 km TL                                                                          |
| 2 dicembre 2023                   | Gällivare                       | Svezia          | 10 km TL                                                                          |
| 3 dicembre 2023                   | Gällivare                       | Svezia          | 4x7,5 km (con Martin Løwstrøm Nyenget, Simen Hegstad Krüger e Jan Thomas Jenssen) |
| 21 gennaio 2024                   | Oberhof                         | Germania        | 4x7,5 km (con Martin Løwstrøm Nyenget, Erik Valnes e Johannes Høsflot Klæbo)      |
| 11 febbraio 2024                  | Canmore                         | Canada          | 20 km TC MS                                                                       |
| 1º marzo 2024                     | Lahti                           | Finlandia       | TS TC (con Johannes Høsflot Klæbo)                                                |
| 13 dicembre 2024                  | Davos                           | Svizzera        | TS TL (con Johannes Høsflot Klæbo)                                                |
| 16 febbraio 2025                  | Falun                           | Svezia          | 20 km TL MS                                                                       |

Legenda:

TC = tecnica classica

TL = tecnica libera

SP = sprint

TS = sprint a squadre

MS = partenza in linea

#### Coppa del Mondo - competizioni intermedie
- Vincitore dello Ski Tour nel 2020
- 11 podi di tappa:
  - 2 vittorie
  - 6 secondi posti
  - 3 terzi posti

##### Coppa del Mondo - vittorie di tappa
| Data             | Località    | Nazione  | Competizione   | Spec.       |
| ---------------- | ----------- | -------- | -------------- | ----------- |
| 5 dicembre 2014  | Lillehammer | Norvegia | Nordic Opening | SP TL       |
| 16 febbraio 2020 | Östersund   | Svezia   | Ski Tour       | 15 km TC PU |

Legenda:

TC = tecnica classica

TL = tecnica libera

SP = sprint

PU = inseguimento